# Zgodovina Slovenije
Zgodovina Slovenije je zgodovina vseh prebivalcev na ozemlju današnje Republike Slovenije in v njeni neposredni soseščini od prazgodovine do danes. Ime Slovenija se v pomenu, ki je približno enak današnjemu, pojavi šele leta 1834 v knjigi ruskega zgodovinarja Jurija Venelina, Starodavni in današnji Slovenci, deset let kasneje pa še v pesmi Koseskega. Slovenija se kot politična enota prvič konstituira po letu 1945, kot samostojna država pa šele 1991.

## Prazgodovina
Najstarejši dokaz človeškega bivanja na današnjem slovenskem ozemlju sta dve kamniti orodji iz Jame v Lozi pri Orehku, stari okoli 250.000 let. Iz obdobja würmske ledene dobe, ko so na ozemlju Slovenije živeli neandertalci, je najpomembnejša najdba piščalke iz Divjih bab v bližini vasi Šebrelje na Idrijsko-Cerkljanskem. V mlajši kameni dobi in bakreni dobi so se prebivalci že ukvarjali z živinorejo in poljedelstvom. Na prehodu iz bronaste v železno dobo je obstajala kultura žarnih grobišč. Za halštatsko obdobje so značilne utrjene naselbine na vzpetinah, imenovane gradišča, in lepo izdelani železni predmeti (npr. situle) in orožje (Most na Soči, Vače, Rifnik, Šentvid pri Stični). Njihovi prebivalci etnično niso določljivi.

## Iliri, Kelti in Rimljani
V današnji Sloveniji so živela Ilirska plemena, ki so se preživljala s kmetijstvom, pozneje v 4. in 3. stoletju pr. n. št. so ozemlje današnje Slovenije zasedla tudi plemena Keltov, ki so tu ustanovili prvo državno tvorbo imenovano Noriško kraljestvo. Na Gorenjskem in v delu Štajerske so živeli Tavriski, Karni so se naselili na severozahodu, Noričani na severu, Japodi na Dolenjskem in delno na Notranjskem, Latobiki na Dolenjskem in Posavju, ter Histri v Istri. Ta ljudstva so razvojno in gospodarsko zaostajala za Rimljani. Ukvarjala so se predvsem s poljedelstvom, živinorejo in pastirstvom. Iz tega časa izvirajo imena mnogih današnjih krajev (Bohinj, Tuhinj) in rek (Sava, Savinja, Drava).
Današnje slovensko ozemlje je imelo za Rimljane velik strateški pomen. Rimski prodor na ozemlje današnje Slovenije se je začel po ustanovitvi Akvileje (v slovenščini Ogleja), (181 pr. n. št.). V drugi polovici 2. stoletja so Rimljani v istrskih vojnah podjarmili Histre, Tavriske (129 pr. n. št.) in Karne (115 pr. n. št.). Nato je Oktavijan v letih 35-33 pr. n. št. mejo premaknili vse do Donave in okoli 16 pr. n. št. mirno priključil zavezniško Noriško kraljestvo. Zasedena področja so Rimljani vključili v provincialno organizacijo: zahodna Slovenija do Atransa z Istro je bila vključena v 10. regijo Italije (Regio X), vzhodni del in Dolenjska sta bila vključena v provinco Panonijo, alpski prostor in Posavje sta bila sredi 1. stoletja vključena v provinco Norik. Nastajati so začela mesta Emona (danes Ljubljana), Celeia (danes Celje), Poetovio (danes Ptuj), in Neviodunum (danes Drnovo), ki so jih naseljevali priseljenci iz Italije in romanizirani staroselci. Zgrajen je bil cestni sistem z glavno osjo Akvileja-Emona-Celeia-Poetovio-Carnuntum (Petronell ob Donavi).
Današnji slovenski prostor je bil opustošen med markomanskimi vojnami. Vdor Markomanov, Jazigov in drugih germanskih plemen ter kuga sta prizadela prebivalstvo, tako da se je na ta prostor priselilo mnogo Germanov in pripadnikov nižjih slojev z vzhoda cesarstva. Na začetku vojne so Rimljani zgradili obrambni sistem (praetentura Italiae et Alpium), ki je ščitil vzhodno mejo province Italije. Med markomanskimi vojnami sta napravila kariero tudi dve najvidnejši osebi s tega ozemlja v rimski dobi: Mark Valerij Maksimijan, general in senator, ki je zapustil napise od Numidije do Leugaricia (danes Trenčin na Slovaškem - od Donave najsevernejši rimski napis) in Tit Varij Klemens, vitez (morda tudi senator), ki je kasneje bil cesarski tajnik in član cesarjevega sveta Marka Avrelija.
Prve organizirane krščanske cerkve so nastale proti koncu 3. stoletja; v 4., 5. in 6. stoletju so se oblikovale škofije, ki so sodile pod oblast metropolije v Ogleju (Aquileia). Zaradi obrambe meje Italije je v 3. stoletju na kraškem robu nastal utrdbeni sistem Claustra Alpium Iuliarum. V 5. in 6. stoletju je začela rimska oblast na ozemlju Slovenije slabeti zaradi vdorov germanskih plemen, ki so se premikala proti Italiji; domače prebivalstvo se je iz mest začelo seliti v višinska zatočišča. Sredi 5. stoletja so prek Slovenije v Italijo vdrli Huni in opustošili vrsto mest na poti, ob koncu 5. stoletja pa so Vzhodni Goti (Ostrogoti) zasedli Italijo in do 536 so bili v njihovo Italsko kraljestvo vključeni tudi Norik, Dalmacija in Panonija.

## Naselitev Slovanov
V 6. stoletju so se na širšem ozemlju vzhodnih Alp naselili Slovani (tudi Slověni). Prvi njihov naselitveni sunek je datiran okoli leta 550, potekal pa je iz smeri današnje Moravske. Drugi val pa je prišel leta 590, ko pridejo iz jugovzhodne smeri ob tokovih Save, Drave itd. V prostor so se začeli naseljevati Avari in Slovani.
Prostor, ki so ga poselili Slovani, so naseljevali tudi ostanki romaniziranih staroselcev, ki so deloma še ohranili krščanstvo. Naselitev Slovanov v Vzhodne Alpe potrjujejo propadi škofij v vzhodnoalpskem prostoru v drugi polovici 6. stoletja, sprememba poselitve in materialne kulture, predvsem pa uveljavitev novega, slovanskega govora. Meja z Bavarci se je že takrat začasno ustalila na vzhodnem Tirolskem, meja z Langobardi se je ustalila na robu Furlanske nižine v 7. stoletju, njihova prisotnost v Istri pa je dokumentirana v začetku 9. stoletja, in sicer v zapisniku rižanskega zbora.

## Slovanski plemenski kneževiniKarantanijainKarniola
Slovani v Vzhodnih Alpah so bili, tako kot Slovani v Panoniji, podrejeni oblasti avarskih kaganov. Avarski davčni pritiski in nasilje nad podrejenimi Slovani so nekje med leti 622 in 626 sprožili obsežen slovanski upor pod Samovim vodstvom, ki je obsegal področja na današnjem Češkem in Moravskem, verjetno pa tudi že v Vzhodnih Alpah. Samova vstaja in avarski poraz pred Konstantinoplom sta vsekakor tako hudo omajala avarsko vojaško moč, da so se jim v širokem loku od Sudetov do južne Rusije uprla številna slovanska plemena in se začasno otresla njihove oblasti. Zdi se, da je bila Samova plemenska zveza delno že razslojena družba, saj Fredegarjeva kronika, ki opisuje tedanje dogodke, ločuje med izrazi »Vendi« in »Slovani«, pri čemer naj bi bili »Vendi« le tisti Slovani, ki so Avarom služili kot pomožna vojska.
Samovi plemenski zvezi se je pridružil tudi velik del vzhodnoalpskih Slovanov pod vodstvom kneza Valuka.  Kdaj točno so se pridružili svojim severnim slovanskim sosedom, ni jasno.  Vsekakor so leta 630 v pohodih zoper Samovo kraljestvo sodelovali tudi Langobardi, ki pa so tedaj mejili le na vzhodnoalpske Slovane, in tem so že med leti 623-626 iztrgali iz rok področje v Kanalski dolini. Po drugi strani pa so že leta 628 vzhodnoalpski Slovani proti Bavarcem dosegali tako odlične uspehe, da so dosegli ustalitev svoje zahodne meje, kar  dokazuje, da so bile v igri širše povezave med Slovani in ne zgolj vojne lokalnih plemen na delu Vzhodnih Alp. To dokazuje vsaj povezovanje vzhodnoalpskih plemen in nastanek politične skupnosti, ki kasneje nosi ime Karantanija, če ne že Samove plemenske zveze na tem področju. Čeprav so Valukovi Slovani v vzhodnih Alpah nedvomno vsaj od leta 630 pripadali Samovi plemenski zvezi, pa ni nujno, da so ji pripadali tudi Slovani južno od Alp na področju današnje Slovenije, saj je bilo to področje prehodnih vplivov med Langobardi, Avari in Slovani. Samo je vladal do leta 658, po njegovi smrti pa se je zveza plemen od Labe pa morda celo do Jadrana hitro razkrojila.
Po propadu Samove plemenske zveze leta 658 je "krajina Slovanov" s središčem na Krnskem gradu severno od današnjega Celovca, ki se je že začela imenovati Karantanija, ohranila neodvisnost. Ko so Karantanci okoli leta 743 Bavarce zaprosili za pomoč v obrambi pred Avari, so morali priznati njihovo nadoblast, ter jim za talca poslali sina kneza Boruta, Gorazda, in knezovega nečaka Hotimira, ki so ju Bavarci pokristjanili. Z vladanjem kneza Hotimira leta 751 se je začelo pokristjanjevanje Karantancev, kar je sprožilo tri neuspele upore. Po porazu bavarskega kneza Tasila III. leta 788, je bila v frankovsko državo Karla Velikega skupaj z Bavarsko vključena tudi Karantanija. Ko je knez slavonskih Slovanov Ljudevit Posavski leta 819 zaradi nezadovoljstva s frankovskim furlanskim mejnim grofom začel upor, so se mu leta 820 priključili tudi Karantanci, a so bili še istega leta poraženi. Po zadušitvi tega upora so Franki leta 828 reorganizirali upravo in najkasneje tedaj so po večinskem mnenju zgodovinske stroke domače slovanske kneze zamenjali frankovski grofje. Iz časa Karantanije pa se je vse do leta 1414 ohranil poseben obred ustoličevanja koroških vojvod, ki je potekal v slovenskem jeziku. Kljub postopni integraciji Karantanije v frankovski politični okvir in njenemu kasnejšemu razpadu na posamezne dežele, se je na vsem njenem ozemlju ohranilo tudi slovensko govoreče plemstvo, o čemer pričajo t. i. slovenske fevdne prisege iz 17. stoletja.

Langobardski kronist Pavel Diakon opisuje prihod Slovanov na rob Furlanske nižine. V svojem znamenitem delu  Historia Langobardorum  (Zgodovina Langobardov), kjer je opisana zgodovina Langobardov od začetkov leta 560 do konca leta 740, Pavel Diakon omenja med drugim tudi bitko med Langobardi in slovanskimi bojevniki leta 670, nedaleč od Čedada ob reki Nadiži: 
"non longe a Foroiuli....ad ponte Natisonis fluminis"
Med zgodovinarji in arheologi prevladuje mnenje, da se je na območju osrednje Slovenije, v zgornjem Posavju, na prehodu iz 8. v 9. stoletje razvila slovanska plemenska kneževina Karniola, katere središče je bilo v Carniumu (današnjem Kranju). Karniolo omenja že v 8. stoletju langobardski kronist Pavel Diakon, ki za deželo uporabi oznako  " Carniola, patria Sclavorum ". Leta 795 je izpričan edini domnevni knez Vojnomir. Karniola je bila ob koncu 8. stoletja vključena v frankovsko Furlansko marko, vendar je svojo plemensko ureditev ohranila do leta 828, ko so jo Franki po neuspešnem uporu panonskega slovanskega kneza Ljudevita Posavskega spremenili v mejno grofijo.

Med najstarejšimi viri, ki omenjajo prisotnost Slovanov v Istri je listina rižanskega zbora. To je naziv zapisnika rižanskega zbora, ki se je odvijal najverjetneje leta 804, v kraju Rižana blizu Kopra. Rižanski zbor je sklical gradeški patriarh Fortunat. Udeležili so se ga predstavniki istrskih mest in kaštelov, predsedovali pa so mu trije cesarjevi odposlanci. V njej je, med drugim, zapisana obveza vojvode Janeza, ki je predstavljal tedanjo frankovsko oblast nad deželo, da bo Slovane, ki so se nastanili v okolico mest, pregnal v tiste kraje, v katerih mestom ne bodo povzročali škode na poljih in v gozdovih.
"De sclavis autem unde dicitis, accedamus super ipsas terras ubi resideant, et videamus ubi sine vestra damnietate valeant residere, resideant: ubi vero vobis aliquam damniatatem faciunt sive de agris, sive de silvis, vel roncora, aut ubicumque, nos eos eiiciamus foras."

## Frankovska država
Po neuspešnem bolgarskem prodoru v Panonijo in njeni ponovni osvojitvi je kralj Ludvik Nemški okoli leta 840 Panonijo podelil v fevd beguncu z Moravske Pribini. Leta 847 je bil Pribina imenovan za grofa in ozemlje Spodnje Panonije je postalo njegova last. Sedež oblasti je bil v Blatenskem kostelu na današnjem Madžarskem. Leta 861 je Pribino nasledil sin Kocelj in se iztrgal frankovskemu vplivu. Kocelj je podpiral slovanski misijon svetega Cirila in svetega Metoda in oviral delovanje salzburških misijonarjev. Vendar je bil okoli leta 876 odstranjen, kar je končalo kratko obdobje samostojnosti spodnjepanonske slovanske kneževine. Ozemlje je bilo ponovno vključeno v Vzhodno marko. V času vlade Arnulfa Koroškega je Koroška postala središče Vzhodne marke in dobila precejšnjo samostojnost znotraj cesarstva. Na slovenskem ozemlju se je krepila fevdalizacija, a proces je zaustavil prodor Madžarov ob koncu 9. stoletja.
Po porazu Bavarcev v bitki z Madžari pri današnji Bratislavi leta 907 je namreč ozemlje osrednje Slovenije za približno pol stoletja prišlo pod madžarsko oblast. Fevdalni sistem se je tako izoblikoval šele po porazu Madžarov pri Augsburgu leta 955 in po ponovni vključitvi tega ozemlja v cesarstvo, v 10. in 11. stoletju.

## V Svetem rimskem cesarstvu
Po novi osvojitvi je bila spremenjena tudi upravna organizacija, ki je temeljila na mejnih grofijah (markah oz. krajinah). Cesar Oton II. je Koroški, ki je leta 976 postala vojvodina, podredil sosednje mejne grofije: Karantansko marko, Podravsko, Savinjsko, Kranjsko, Istrsko marko in Furlansko ter Veronsko marko. Ta "polsamostojna" tvorba je obstajala do začetka 11. stoletja, ko so se začele oblikovati dežele. V tem obdobju se je utrdil fevdalni sistem, naselile so se pomembne plemiške rodbine, nastali so prvi gradovi okrepila se je kolonizacija in uveljavil se je hubni sistem delitve obdelovalne zemlje. Iz tega časa izvirajo tudi Brižinski spomeniki.
Iz mejnih krajin in iz nekaterih zaključenih ozemelj, ki so jih obvladovale velike plemiške družine, so se v visokem srednjem veku na področju Slovenije izoblikovale zgodovinske dežele Štajerska, Koroška, Kranjska, Goriška, Trst in Istra, vključene v Sveto rimsko cesarstvo.

## Prihod in utrditev Habsburžanov
Leta 1246 so izumrli štajerski in avstrijski vojvode Babenberžani. Za njihovo dediščino sta se spopadla ogrski kralj Bela IV. in češki kralj Otokar II. Přemysl, ki je leta 1260 dokončno prevladal. Leta 1269 je brez potomcev umrl Ulrik III. Spanheim, koroški vojvoda in kranjski deželni knez. Otokar II., njegov bratranec, je takoj zasedel spanheimske posesti. Leta 1272 je Otokar II. z izvolitvijo za generalnega poglavarja prevzel oblast še v Furlaniji in s tem obvladal celotno ozemlje od Češke do Jadranskega morja. Otokar II. je naletel na odpor preostalega visokega plemstva. Rimsko-nemški kralj Rudolf I. Habsburški je zahteval vrnitev novopridobljenih Otokarjevih posesti. Spor se je razrešil leta 1278 z bitko na Moravskem polju, v kateri je Otokar II. izgubil življenje. Potolkli so ga sorodniki Siegfrieda Marenberškega, štajerskega plemiča, ki ga je Otokar II. dal usmrtiti brez sodnega procesa.
Po padcu Otokarja II. se je na tem prostoru vzpostavilo ravnotežje med Habsburžani in majnhardinsko vejo Goriških grofov. Rudolf I. je leta 1282 Avstrijo in Štajersko podelil v fevd sinovoma Albrehtu in Rudolfu II., Koroško v fevd Goriškim, Kranjsko pa Goriškim v zastavo. Ko so Goriški-Majnhardinci leta 1335 izumrli, so za njimi dedovali Habsburžani. Leta 1374 so dedovali dve manjši deželi, ki so si ju ustvarili pripadniki albertinske veje Goriških grofov, Pazinsko grofijo v Istri in Grofijo v Marki in Metliki v Beli krajini. Njihove posesti so dosegle Jadransko morje leta 1366, ko so se jim podredili gospodje Devinski, še pomembnejša pa je bila na tem območju pridobitev mesta Trst leta 1382.
Oblast Habsburžanov je začasno ogrozil vzpon Celjskih grofov. Ta se je začel v drugi tretjini 14. stoletja: leta 1333 so dedovali po Vovbržanih, leta 1341 dobili grofovski naslov, povezava s cesarjem Sigismundom Luksemburškim pa jim je omogočila, da so se njihove posesti razširile še na Ogrsko in Hrvaško. Sigismund jih je leta 1436 povišal v državne kneze, kar je omogočilo razvoj posebne dežele, Celjske kneževine. Povišanje pa je sprožilo tudi vojno s Habsburžani, ki se je leta 1443 končala s poravnavo med Friderikom II. Celjskim in Friderikom III. Habsburškim. S poravnavo sta družini sklenili pogodbo o dedovanju, ki pa so jo po smrti zadnjega Celjana Ulrika II. leta 1456 Habsburžani morali ubraniti v vojni za celjsko dediščino (do leta 1460).
Leta 1461 se je Friderik III. zaradi dediščine ogrske krone zapletel v vojno z ogrskim kraljem Matijo Korvinom in s svojim bratom Albrehtom, ki je zahteval del avstrijske dediščine. Spopadi, ki so v glavnem potekali v Spodnji Avstriji, so zajeli tudi Štajersko, v njih pa so cesarju precej pomagale notranjeavstrijske čete. Končali so se z Albrehtovo smrtjo brez potomcev leta 1463. Toda leta 1469 je Štajersko, predvsem Spodnjo, močno prizadela fajda plemstva in najemniških čet z vladarjem. Tudi te spopade je spodbudil ogrski kralj. Končala se je z usmrtitvijo najemniškega poveljnika Andreja Baumkircherja leta 1471. Po letu 1479 se je zaradi imenovanja salzburškega nadškofa Friderik III. znova zapletel v dolgotrajno vojno z Matijo Korvinom. Korvin je bil uspešen in njegove čete so zasedle večino Štajerske, Kranjske, Reko in vojvodino Avstrijo ter leta 1485 vkorakale na Dunaj. Oblast nad temi deželami so Habsburžani znova dobili šele po njegovi smrti, ko je ozemlja zasedel Maksimilijan I. Habsburški.
Konec srednjega veka, v 15. in 16. stoletju, so dogajanja na tem območju zaznamovali turški vpadi. Nezadovoljstvo s preslabo fevdalno obrambo zoper Turke in uvajanje novih, predvsem naturalnih davkov in tlake, so tudi na Slovenskem povzročili kmečke upore. Največji je 1515 zajel skoraj vse slovensko ozemlje. Leta 1572/1573 so se v skupnem uporu povezali slovenski in hrvaški kmetje. Upori so se s krvavimi porazi nadaljevali vse do prve polovice 18. stoletja.
Leta 1518 se je v Innsbrucku zvrstilo zasedanje vseh deželnih stanov dednih habsburških dežel. Na enotnem deželnem zboru so si zadali nalogo, da obrambno povežejo dedne dežele v trajno, trdno in enotno zvezo in da sodelujejo Notranjeavstrijske in Zgornjeavstrijske dežele v obrambi zoper Turkov. Na zasedanju so določili dedno celovitost habsburških dednih dežel.

## Od reformacije do baroka
| Trubarjev Abecedarium (1550)Dalmatinova Biblija (1583) | Trubarjev Abecedarium (1550)Dalmatinova Biblija (1583) | Trubarjev Abecedarium (1550)Dalmatinova Biblija (1583) | Trubarjev Abecedarium (1550)Dalmatinova Biblija (1583) | Trubarjev Abecedarium (1550)Dalmatinova Biblija (1583) |
| ------------------------------------------------------ | ------------------------------------------------------ | ------------------------------------------------------ | ------------------------------------------------------ | ------------------------------------------------------ |
|                                                        |                                                        |                                                        |                                                        |                                                        |

Sredi 16. stoletja se je na Slovenskem razmahnila reformacija pretežno luteranske smeri in postavila temelje slovenskega knjižnega jezika in s tem oblikovanja slovenske jezikovne skupnosti. Primož Trubar je leta 1550 izdal prvi knjigi v slovenskem jeziku, Abecednik in Katekizem. Protestanti so izdali še okoli 50 drugih knjig v slovenščini, med drugim je Adam Bohorič napisal prvo slovensko slovnico (Articae Horulae (1584)), leta 1584 pa je Jurij Dalmatin izdal prevod celotnega Svetega pisma.
V začetku 17. stoletja sta knežji absolutizem in katoliška cerkev v procesu Protireformacije in katoliške prenove zatrli protestantizem in za dolgo časa zavrli književnost v slovenskem jeziku.

## Terezijanska in jožefinska doba
V času vladanja Marije Terezije in njenega sina, cesarja Jožefa II. (1765-1790), ko je bila med drugim uvedena tudi splošna šolska obveznost in vpeljano osnovno šolstvo v slovenskem jeziku (1774), se je s kulturno jezikovno akcijo slovenskih izobražencev začenjalo oblikovanje ideje o obstoju posebnega slovenskega naroda. Oba vladarja sta izvedla še številne druge reforme, vendar je moral Jožef II. nekatere najbolj radikalne razveljaviti še pred svojo smrtjo. Med pomembnejšimi ukrepi, ki so se obdržali, sta nevoljniški patent, ki je podložnikom podelil osebno svobodo, in tolerančni patent, ki je znova dovolil naselitev Judov in protestantov. Jožefa II. je kratko nasledil njegov brat, zmerni reformist Leopold II. (1790-92), tega pa sin konservativni Franc II.

## Pod Francozi
Ob koncu 18. stoletja so slovenske dežele dosegli spopadi v francoskih revolucionarnih vojnah. Leta 1797, ob koncu vojne prve koalicije, so francoske čete za kratek čas zasedle tudi dele današnjega slovenskega ozemlja.
Ob podpisu campoformijskega miru je celotno slovensko etnično ozemlje prišlo v okvir Habsburške monarhije, saj so Habsburžani v zameno za Lombardijo in Avstrijsko Nizozemsko dobili nekdanjo beneško Istro in Benečijo.
Po vojni tretje koalicije in podpisu bratislavskega miru (1805) je monarhija izgubila tudi obe pokrajini, ki sta pripadli francoskemu Italijanskemu kraljestvu.
Po novem porazu Avstrijskega cesarstva leta 1809 je Napoleon s schönbrunnskim mirom habsburški monarhiji iztrgal jugozahodne slovenske dežele (do Save) in na ozemlju zahodne Koroške, Kranjske, Goriške, Trsta, Istre, Dalmacije in Hrvaške južno od Save ustanovil Ilirske province (1809-1813) z glavnim mestom  Ljubljano. Province so bile popolnoma odvisne od Francije, čeprav so bile njen sestavni del samo administrativno. Motivi za njihovo ustanovitev so bili predvsem strateški in gospodarski (kopenska povezava z Osmanskim imperijem, blokada avstrijskega dostopa do Sredozemlja). Kratkotrajna francoska vladavina je spremenila davke, uvedla reforme prava (Code Napoleon) in izboljšala položaj slovenščine v šolah, fevdalizma pa ni odpravila, čeprav je to načrtovala.
Propad Napoleonove politične tvorbe (Ilirske province), je bila prva priložnost za južnoslovanske narode, da bi se združili v eno državo, saj so se ravno v tistem obdobju Srbi osvobajali izpod Osmanskega imperija. Za združitev "južnoslovanskih plemen" je bilo nato potrebnih nadaljnjih sto let, do konca 1. svetovne vojne. Skozi celotno 19. stoletje pa sta se kljub temu razvijala slovenski jezik in narodna zavest, kar je kasneje, v 20. stoletju vplivalo na kulturni in politični pristop Slovencev do jugoslovanske države. Izboljšan položaj slovenščine in nekateri drugi vplivi francoske zasedbe približno polovice današnje Slovenije, pa tudi vplivi idej francoske revolucije so pospešili oblikovanje zavesti o obstoju slovenskega naroda. Anton Tomaž Linhart v zgodovinopisju, Jernej Kopitar v jezikoslovju in nekateri drugi so pripomogli k uveljavljanju predstave o etnični enotnosti slovanskih prebivalcev Kranjske, južnega dela Štajerske, Koroške, Goriške in dela Istre ter tržaškega zaledja. Vendar je bilo takšno prepričanje značilno predvsem za del izobražencev, med širšim slojem pa je kratka francoska zasedba ostala v spominu predvsem po visokih davkih, spremembi tradicionalnih trgovskih tokov in slabi gospodarski situaciji, ki so bili posledica Napoleonovih vojn z evropsko koalicijo.

## Slovenija v predmarčni dobi
V 30. in 40. letih 19. stoletja so slovensko govoreče izobražene elite z redkimi izjemami zavrnile ideologijo ilirizma, ki je predvidevala nastanek enega južnoslovanskega (ilirskega) naroda in skupnega knjižnega jezika ter za tisti čas še nekoliko utopično, tudi nastanek južnoslovanske države. Prepričanje o posebni slovenski identiteti je izviralo predvsem iz verovanja v obstoj slovenske jezikovne skupnosti, ki je bila utemeljena na književni tradiciji iz časa delovanja slovenskih protestantov v 16. stoletju, ter na tedanji živahni slovstveni dejavnosti. Vrednost slovenskega jezika je dvignilo zlasti delovanje pesnika Franceta Prešerna, ki je dokazal, da je slovenščina primerna tudi za visoko kulturo. Poleg tega je individualnost slovenščine dokazovala tedanja slavistika (Jernej Kopitar, Pavel Jozef Šafárik). Ker je tedaj veljalo, da so jezikovne skupnosti enake narodom, se je med izobraženci vse bolj širilo prepričanje o obstoju slovenskega naroda.
V predmarčni dobi se je nadaljevala modernizacija vasi in začela industrializacija. Velika pričakovanja je vzbudila zlasti gradnja Južne železnice, ki je povezovala Dunaj in Trst ter je potekala čez slovenske dežele.
V evropski pomladi narodov, marca in aprila 1848 je nastal prvi slovenski politični program imenovan »Zedinjena Slovenija«, ki je zahteval združitev vseh dežel, naseljenih s Slovenci, v eno deželo Slovenijo.

## V ustavnem obdobju
Leta 1867 so slovenski poslanci na deželnih volitvah na Kranjskem že dobili večino. Tega leta je z razdelitvijo države na ogrski in avstrijski del, nastala Avstro-Ogrska. Večji del današnjega slovenskega ozemlja je ostal v avstrijskem delu monarhije, le Prekmurje je ostalo v ogrskem. Že leta 1866, ko je Avstrija izgubila vojno z Italijo in Prusijo si je Italija priključila Benečijo. Beneški Slovenci so tako prišli pod Italijo, kar je potrdil formalni plebiscit.
Slovenska politična gibanja v tem času je zaznamoval najprej skupni narodnostni boj vseh Slovencev (obdobje slogaštva), kasneje pa so se poglabljala politična razhajanja, zlasti v 80. in 90. letih 19. stoletja, ki je bilo obdobje kulturnega boja med katoliško in liberalno strujo meščanskih politikov. V začetku 20. stoletja se uveljavljajo tudi socialdemokratska politična združenja, ki so jih vodili razumniki, sodelavce pa iskali med vse številčnejšim delavstvom. Predvsem v začetku 20. stoletja so se precej okrepila prizadevanja za državnopravno in tudi kulturno povezovanje z Južnimi Slovani, predvsem s Hrvati. Zamisel o trialistični preureditvi Avstro-Ogrske, s katero bi Slovenci in Hrvati v monarhiji dobili posebno državno enoto je imela pristaše v katoliškem in liberalnem taboru, med izobraženci so se mnogi zavzemali za tesno kulturno in jezikovno povezovanje z ostalimi slovanskimi narodi v monarhiji, ter celo za opustitev slovenskega jezika (neoilirizem).

## Prva svetovna vojna
Med prvo svetovno vojno, ki je Slovenijo hudo prizadela zlasti s krvavo soško fronto in s politiko velesil, kjer je grozilo razkosanje slovenskega ozemlja med več držav (londonski sporazum, 1915), so Slovenci že poskušali urediti svoj narodni položaj v skupni državni enoti s Hrvati in Srbi v okviru habsburške monarhije. Zahtevo, znano kot Majniška deklaracija , so podali slovenski, hrvaški in srbski poslanci v dunajskem parlamentu spomladi 1917. Vladajoči krogi habsburške monarhije so zahtevo sprva zavrnili, poznejše pobude vlade za federalizacijo monarhije (npr. oktobrski manifest cesarja Karla I.) pa je zavrnila večina slovenskih politikov, ki se je že nagibala k neodvisnosti. Ohranitev reformirane države je najdlje zagovarjal nekdanji načelnik Slovenske ljudske stranke in zadnji kranjski deželni glavar, Ivan Šusteršič, ki pa je imel le malo pristašev in vpliva.

## Obdobje med obema vojnama
Po porazu Avstro-Ogrske in centralnih sil sta hrvaški Sabor v Zagrebu in Ljudski zbor v Ljubljani 29. oktobra 1918 razglasila narodno osvoboditev in ustanovitev samostojne Države Slovencev, Hrvatov in Srbov s središčem v Zagrebu.
Major Rudolf Maister je 1. novembra 1918 v vojašnici 26. strelskega polka v Melju pred mestnim poveljnikom podpolkovnikom Antonom Holikom razglasil Maribor in Spodnjo Štajersko za posest Države SHS in s prevzemom vojaškega poveljstva nad Mariborom in vso Spodnjo Štajersko zagotovil pripadnost Spodnje Štajerske Sloveniji.
Nevarnost napada Italije, ki je na podlagi londonskega sporazuma iz leta 1915 zasedla Primorsko , Istro ter dele Dalmacije, po vojni še ne definirane meje, odsotnost mednarodnega priznanja in pritisk Srbov po združitvi v skupno državo, so povzročili da se je 1. decembra 1918 Država SHS združila z Kraljevino Srbijo v Kraljevino Srbov, Hrvatov in Slovencev, katera se je 3. oktobra 1929 preimenovala v Kraljevino Jugoslavijo.
Leta 1919 so jugoslovanske čete zasedle Prekmurje in ga priključile Kraljevini Jugoslaviji.
Po koroškem plebiscitu leta 1920 je večina dežele Koroške pripadla Avstriji.
S podpisom rapalske pogodbe (1920) je bila urejena meja z Italijo, ki je dobila celotno zahodno Slovenijo, kot vojni plen zaradi sodelovanja na strani Antante.
Večinski del slovenskega naroda v jugoslovanski državi, ki je bila popolnoma centralistično urejena, ni užival nobene ustavnopravne avtonomije, je pa zaradi kompaktne etnične naselitve in zaradi prevlade politične stranke SLS, ki se je zavzemala za avtonomijo, so tedaj Slovenci dejansko živeli dokaj avtonomno narodno življenje, ki ga tudi centralistična beograjska zakonodaja ni mogla spodnesti.
Slovenija se je gospodarsko in kulturno dobro razvijala. V njenem političnem življenju pa je do uvedbe šestojanuarske diktature (1929) vladal hud boj med Slovensko ljudsko stranko in liberalno Jugoslovansko demokratsko stranko.

## Druga svetovna vojna
Ko so k trojnemu paktu leta 1940 pristopile tudi Madžarska, Bolgarija in Romunija,  se je močno povečal pritisk na Jugoslavijo, da bi tudi pristopila k paktu, za kar si je prizadeval Hitler, ki si je pred napadom na SZ želel zaščiti južni bok. Tako je prišlo 25. marca 1941 do podpisa pogodbe Kraljevine Jugoslavije z Nemčijo, čemur je dva dni kasneje, 27. marca, sledil puč, ki ga je vodil letalski general Dušan Simović. Regent knez Pavel je bil odstavljen in oblast je bila dodeljena mlademu prestolonasledniku Petru. Začasno vodenje vlade je prevzel general Simović. Hitlerju se tako Jugoslavija ni zdela več zanesljiva partnerica , zato so Nemci in zavezniki 6. aprila 1941 po načrtu Marita, brez vojne napovedi napadli Kraljevino Jugoslavijo. Napad se je začel z letalskim bombardiranjem Beograda, pri čemer je bilo ubitih 20.000 ljudi. Odpor jugoslovanske kraljeve vojske je bil zgolj simboličen, saj so zaradi počasne mobilizacije uspeli zbrati le polovico nabornikov pa tudi vojaška oprema in doktrina Srbije iz balkanskih vojn in prve svetovne vojne sta bili zastareli. Tako so nemške čete 10. aprila že dosegle Zagreb in 12. aprila Beograd. Italijanska vojska je svoj napad začela šele 11. aprila, ko se je vključila tudi Madžarska. Tedaj je bila nemška vojska že v Karlovcu. Italijanska vojska se je razcepila na dva dela: en del je prodiral proti Ljubljani in naprej preko Kočevja, drugi del pa je prodiral preko Dalmacije. Nemška vojska je vdrla tudi iz Bolgarije in z mobiliziranimi enotami zlahka preprečila umik Jugoslovanske vojske na solunsko fronto.
Kmalu po napadu je nastal slovenski Narodni svet pod vodstvom Marka Natlačena, ki je pozival k mirni predaji orožja in vdaji okupatorju. Po kapitulaciji jugoslovanske vojske je Madžarska je zasedla večino Prekmurja. Pod oblastjo NDH se je leta 1941 znašlo pet slovenskih naselij: Bregansko selo (danes se imenuje Slovenska vas), Nova vas pri Bregani (danes Nova vas pri Mokricah), Jesenice na Dolenjskem, Obrežje in Čedem. Šlo je za ozemlje veliko približno 20 kvadratnih kilometrov, na katerem je takrat živelo približno 800 prebivalcev.
Italijani so na svojem okupiranem ozemlju na začetku vodili zmerno politiko. Tako so dovoljevali dvojezičnost, italijanski jezik so v šole uvedli zgolj kot učni predmet, dovoljevali so vsa nepolitična, kulturna in športna društva. Na zasedenem ozemlju, ki so ga sestavljala Ljubljana, Notranjska in Dolenjska s približno 320.000 prebivalci, je Italija ustanovila Ljubljansko pokrajino (italijansko Provincia di Lubiana). Po prvih uspešnih uporniških akcijah prebivalcev na zasedenem ozemlju, je italijanska oblast spremenila politiko in začela izvajati program etničnega čiščenja.. Izvedba tega naklepa je privedla do izgona približno 35.000 civilistov, od katerih je v italijanskih koncentracijskih taboriščih, v letih 1942 in 1943, umrlo od lakote in bolezni okoli 3500 moških, žensk in otrok. Da je šlo za poskus etničnega čiščenja, izhaja ne samo iz zelo velikega števila ubitih in razseljenih, ampak tudi iz izjav in ukazov visokih italijanskih oficirjev, predvsem pa iz vsebine zloglasne okrožnice 3C, ki jo je podpisal prvega marca 1942 general Mario Roatta.
"Pokončati je treba vse moške, tega prekletega plemena" — (Benito Mussolini, šef italijanske vlade, v Gorici 31. julija 1942)
Nemška oblika okupacije  je bila najhušja. Nemci so prepovedali vse slovenske časopise, nemški jezik so v šole uvedli kot učni jezik, odrasle so nasilno vpisovali v Štajersko domovinsko zvezo in Koroško ljudsko zvezo oziroma v njune oborožene oddelke. Uradovalni jezik je prav tako postala nemščina. Nasilno so odvzeli 600 otrok, ki so po videzu zadoščali kriterijem arijske rase in jih dodelili organizaciji Lebensborn, uvedli so nacistične zakone, kasneje so začeli z vojaško mobilizacijo prebivalstva, kar je bilo v nasprotju z mednarodnim pravom,...
26. aprila 1941 je bila v Ljubljani ustanovljena Protiimperialistična fronta (ob napadu Nemčije na Sovjetsko zvezo preimenovana v Osvobodilno fronto), ki je začela oborožen boj proti okupatorjem. Ustanovne skupine Protiimperialistične fronte so bile: Komunistična partija Slovenije, del krščanskih socialistov, demokratični del liberalnega telovadnega društva Sokol in del kulturnikov, ki pa so bili nepovezani. V spomin na ta dogodek je bil določen 27. april kot praznik dneva upora proti okupatorju.
V Volkmerjevem prehodu v Mariboru so 29. april 1941 protinacistično razpoloženi slovenski mladinci pod vodstvom Bojana Ilicha zažgali dva osebna avtomobila nemške civilne uprave. To je bila prva odporniška diverzantska akcija v okupirani Sloveniji, ki se je porodila iz revolta ob transu ki ga je med Hitlerjevim obiskom tri dni pred tem, doživela večina mariborskih Nemcev. Nacistična policija je zaprla okoli 60 mladincev, vendar jih je kmalu izpustila saj jim ni mogla dokazati udeležbe pri požigu. 22. junija 1941 je bilo ustanovljeno glavno poveljstvo partizanskih sil in na isti dan so bile objavljena Gesla osvobodilnega gibanja OF. Kasneje, 1. novembra 1941 so bile objavljene tudi Temeljne točke OF, katerih 8. in 9. točka sta bili napisani pod vplivom atlantske listine. Vodilno vlogo v Osvobodilni fronti je s podpisom Dolomitske izjave 1. marca 1943 prevzela Komunistična partija Slovenije, ki je z zmagovitim narodnoosvobodilnim bojem sama prevzela vso oblast.
| Priključitev Slovenskega Primorja svobodni in združeni Sloveniji | Priključitev Slovenskega Primorja svobodni in združeni Sloveniji | Priključitev Slovenskega Primorja svobodni in združeni Sloveniji | Priključitev Slovenskega Primorja svobodni in združeni Sloveniji | Priključitev Slovenskega Primorja svobodni in združeni Sloveniji |
| --- | ---------------------------------------------------------------- | ---------------------------------------------------------------- | ---------------------------------------------------------------- | ---------------------------------------------------------------- |
| |                                                                  |                                                                  |                                                                  |                                                                  |
| Vrhovni plenum OF je takoj po kapitulaciji Italije, 16. septembra 1943, proglasil priključitev Slovenskega Primorja svobodni in združeni Sloveniji v svobodni in demokratični Jugoslaviji. Ta sklep je 3. oktobra v Kočevju potrdil Zbor odposlancev slovenskega naroda. Tako je v takratnih razmerah slovensko Primorje postalo del slovenskega državnega ozemlja. |                                                                  |                                                                  |                                                                  |                                                                  |

Leta 1943 je na Kočevskem nastalo znatno osvobojeno ozemlje na katerem je OF organizirala Kočevski zbor, na katerem je izvolila najvišji organ slovenske države, sprejela odločitev o priključitvi Primorske Sloveniji in izvolila delegacijo za II. zasedanje AVNOJ-a.
Ob koncu vojne je slovenska partizanska vojska skupaj z Jugoslovansko armado in sovjetsko Rdečo armado osvobodila celotno slovensko etnično ozemlje. Oddelki VOS pod komando komunistične partije, po sovjetskem vzoru so po koncu vojne povečini izvajali t. i. povojne izvensodne poboje nad civilnimi in vojaškimi osebami, ki so jih razglasili za izdajalce. Doslej je evidentiranih okoli 600 grobišč po vsej Republiki Sloveniji.

## Nastanek federativne Jugoslavije
Zbor odposlancev slovenskega naroda v Kočevju (oktober 1943) se je odločil za vključitev Slovenije v novo Jugoslavijo, ki je bila ustanovljena na zasedanju AVNOJ v Jajcu novembra 1943 in bila dve leti kasneje razglašena za Federativno ljudsko republiko Jugoslavijo (FLRJ). Slovenija se je kot njen sestavni del preimenovala v Ljudsko republiko Slovenijo. Do leta 1947 je bila nacionalizirana vsa zasebna dejavnost in tudi lastnina.
Po razkolu z  Sovjetsko zvezo leta 1948, je Jugoslavija začela uvajati milejšo obliko socializma, katera je temeljila na družbeni lastnini in samoupravljanju. Leta 1963 se je FLRJ preimenovala v Socialistično federativno republiko Jugoslavijo (SFRJ), Slovenija pa v Socialistično republiko Slovenijo.
Slovenija se je gospodarsko hitro razvijala, posebej še v petdesetih letih, ko se je dežela močno industrializirala. Po gospodarski reformi in nadaljnji gospodarski decentralizaciji Jugoslavije v letih 1965 in 1966, se je Slovenija med vsemi šestimi republikami najhitreje približevala tržnemu gospodarstvu. Slovenija je ustvarjala kar 2,5-krat večji družbeni produkt od državnega povprečja, kar je med Slovenci krepilo narodno samozavest. Ta samozavest se je kazala tako na gospodarskem kot kulturnem področju.

## Osamosvojitev Slovenije
V povojnem času so v Jugoslaviji potekala trenja med zagovorniki centralizma na eni in federalizma na drugi strani, Slovenija pa je bila eden glavnih udeležencev teh sporov. Vendar so se v teh sporih slovenski politiki omejevali predvsem na položaj Slovenije v Jugoslaviji in niso razmišljali o osamosvojitvi Slovenije ter s tem o spremembi obsega jugoslovanske države. Po smrti Josipa Broza Tita leta 1980 so se začele gospodarske in politične razmere zaostrovati, kar je v desetih letih privedlo do konca SFRJ. Odločitev Slovenije, da zapusti Jugoslavijo, ni bila enostavna, saj je vanjo v povojnih desetletjih vložila veliko energije in sredstev, od nje pa pričakovala varnost in zaščito nacionalne identitete ter možnost za miren razvoj. Prvo jasno zahtevo po neodvisnosti Slovenije je leta 1987 postavila skupina izobražencev v 57. številki Nove revije. Množičnejše zahteve po demokratizaciji in odpor proti centralistični Jugoslaviji je sprožila aretacija in sodni pregon treh sodelavcev političnega tednika Mladina in podčastnika JLA (Janez Janša, David Tasić, Franci Zavrl in Ivan Borštner). Pripadniki močnega civilnega gibanja so ustvarili Odbor za obrambo četverice, ki se je kasneje preoblikoval v Odbor za varstvo človekovih pravic, vodil ga je Igor Bavčar. Slovenska javnost je na iniciativo odbora z množičnimi demonstracijami protestirala proti procesu sojenja četverici, a vojaške oblasti niso popustile. Vsi štirje so bili obsojeni na zaporne kazni, ki so jih  kasneje slovenske oblasti zmanjšale.
Zahteve po demokratizaciji in temeljiti preureditvi jugoslovanske države so izražale tudi prve opozicijske stranke. Te so se sprva še imenovale zveze, kot na primer Slovenska kmečka zveza, ki je nastala leta 1988, in pa Slovenska demokratična zveza, ki je nastala leta 1989. Tudi slovenska oblast (komunisti), je začela spoznavati, da so možnosti za sožitje v Jugoslaviji vse manjše, in je začela braniti slovenske pozicije. To je bila posledica reformnih procesov v zvezi komunistov, v kateri je pod vodstvom Milana Kučana začela prevladovati t. i. prenoviteljska struja. Ta se je postopoma začela odpovedovati oblastnemu monopolu, zlasti zaradi pritiskov opozicije in konflikta z Beogradom. To odpovedovanje se je najprej izrazilo v  političnem geslu o nestrankarskem pluralizmu, nato pa v sestopu z oblasti.

### Majniška deklaracija
Na protestnem zborovanju zaradi druge aretacije Janeza Janše je pesnik Tone Pavček 8. maja 1989 prebral majniško deklaracijo. Deklaracijo so podpisali Društvo slovenskih pisateljev, Slovenska demokratska zveza, Slovenska kmečka zveza, Slovensko krščansko socialno gibanje, Socialdemokratska zveza Slovenije, Univerzitetna konferenca ZSMS in Društvo slovenskih skladateljev. Zahteve, izražene v majniški deklaraciji, so postale temeljni program nastajajočih strank demokratične opozicije. Osnovne točke deklaracije so bile: 
- Zahteva po suvereni državi slovenskega naroda
- Zahteva po samostojnem odločanju o povezavah z južnoslovanskimi narodi in drugimi narodi v okviru prenovljene Evrope
- Zahteva po spoštovanju človekovih pravic in svoboščin, vključno s političnim pluralizmom
- Zahteva po taki družbeni ureditvi, ki bo zagotavljala duhovno in gmotno blaginjo slovenskim državljanom.

Oblasti so na razglasitev skušale odgovoriti z alternativnim programom, temeljno listino Slovenije 1989, ki jo je Socialistična zveza delovnega ljudstva Slovenije objavila 22. junija. Listina je še zagovarjala jugoslovansko državo, vendar pod pogojem, da bo dejansko federativna in demokratična. Nastajajoče opozicijske stranke, zlasti Zbor za ustavo, pa so zagovarjale doslednejše določbe o političnem pluralizmu in gospodarski suverenosti. Podpisalo jo je 420.000 ljudi, medtem ko je majniško deklaracijo podprlo nekaj več kot 100.000 podpisnikov.

### Zaostritev razmer v Jugoslaviji
Slovenski komunisti so 20. januarja 1990, potem ko niso upoštevali nobene od njihovih pobud, zapustili 14. kongres ZKJ, ki je tako dokončno razpadla. V času ko je začela razpadati Sovjetska zveza, so se spori med Slovenijo in federacijo stopnjevali. Vrhunec so dosegli, ko so srbske oblasti napovedale Sloveniji gospodarsko blokado zaradi slovenske podpore kosovskim Albancem na zborovanju v Cankarjevem domu januarja 1989.  Ob koncu leta se je konflkikt še zaostril. Pripadniki tedanjih slovenskih policijskih sil so s hrvaško pomočjo 1. decembra 1989 v akciji imenovani "Akcija Sever" preprečili prihod več sto Miloševićevim podpornikom z avtobusi iz Srbije v Ljubljano na "miting resnice", kjer naj bi z demonstracijami skušali očrniti tedanjo oblast, ker je nasprotovala srbski centralistični politiki. Prepoved in preprečitev mitinga sta dodatno zaostrili odnose med oblastmi v Sloveniji in Srbiji.
Marca 1990 je Slovenija razglasila gospodarsko samostojnost, aprila je na volitvah za predsednika slovenskega predsedstva zmagal Milan Kučan, na parlamentarnih volitvah pa je s 126 poslanskimi sedeži proti 240 zmagala organizirana opozicija-DEMOS, ki jo je sestavljala večina opozicijskih strank. Te stranke so bile: Slovenska demokratična zveza, Socialdemokratska stranka Slovenije, Krščanski demokrati, Zeleni, Slovenska kmečka zveza. Predsednik skupščine je postal France Bučar, vlado je sestavil krščanski demokrat Lojze Peterle, ker je njegova stranka znotraj Demosa dobila največ glasov. Najmočnejši opozicijski stranki sta bili prenovljena komunistična in liberalna, v parlament pa je od prejšnjih družbenopolitičnih organizacij prišla tudi  socialistična stranka (nekdanja SZDL)
Slovenska skupščina se je začela ukvarjati z osamosvojitveno zakonodajo že julija 1990. Tedaj je bila sprejeta Deklaracija o suverenosti Republike Slovenije, ki je določala enoletni rok za sprejetje ustave in postopke ugotavljanja, kateri zvezni zakoni v Sloveniji ne veljajo več; odpravila je tudi slovensko delegacijo v zveznem zboru skupščine SFRJ. Še pred prvimi večstrankarskimi volitvami (7. marca) so bila sprejeta dopolnila k slovenski ustavi; iz imena republike je bila črtana beseda »socialistična«, z deklaracijo o urejanju razmerij, ki imajo splošen pomen za Slovenijo, pa je bila načelno razglašena samostojnost na gospodarskem področju. Slovenska skupščina je 28. septembra in nato 4. oktobra (tedaj je bil sprejet ustavni zakon in razveljavljenih 27 jugoslovanskih zakonov) nadaljevala s sprejemanjem osamosvojitvene zakonodaje. Novi zakoni so dajali Sloveniji izključne pristojnosti pri določanju vojaškega roka in poveljevanja v teritorialni obrambi. Zvezni organi so terjali, naj Slovenija te zakone prekliče. Na podlagi zakona o SLO in družbeni samozaščiti ter z vednostjo vseh treh predsednikov (predsedstva, skupščine in vlade) sta Janez Janša in Igor Bavčar kot sekretarja za obrambo in notranje zadeve organizirala t. i. Manevrsko strukturo narodne zaščite. Oktobra 1990 so pripadniki JLA zasedli štab TO v Ljubljani. Njegov dotedanji poveljnik Ivan Hočevar je ostal lojalen JLA, zato ga je predsedstvo RS zamenjalo; njegov naslednik je postal Janez Slapar.

### Plebiscit o osamosvojitvi Slovenije
V Sloveniji je 23. decembra 1990 potekal plebiscit o osamosvojitvi Slovenije. Pred tem je Slovenija drugim republikam ponujala predlog konfederalne pogodbe, ki pa so jo vse razen Hrvaške zavrnile. Del političnih strank, zlasti v Demosu, je odnos do Jugoslavije zaostroval in zlasti tistim, ki so izšli iz bivših družbenopolitičnih organizacij, očital »jugoslovanarstvo«. V odnosu do Jugoslavije je bila kombinacija obeh drž produktivna: radikalnost novih strank je Jugoslavijo postavljala pred dejstvo, da se mora hitro spremeniti ali pa jo bo Slovenija zapustila. V strankarske spore je posegla Socialistična stranka Slovenije s predlogom za plebiscit o samostojnosti in neodvisnosti Slovenije. Pobudo je nato prevzel Demos in 6. decembra je skupščina sprejela zakon o plebiscitu.
Vprašanje na plebiscitnem lističu se je glasilo: »Ali naj Republika Slovenija postane samostojna in neodvisna država?«. Plebiscit je bil 23. decembra, rezultati pa so bili uradno razglašeni 26. decembra. Glasovanja se je udeležilo 93,2 % volilnih upravičencev; za samostojnost je glasovalo 88,2 % vseh volivcev. Po zakonu naj bi bila  odločitev uresničena v šestih mesecih.
Še pred plebiscitom je skupščina objavila tudi Deklaracijo o spoštovanju temeljnih konvencij Sveta Evrope, sprejela pa je tudi Izjavo o dobrih namerah (6. december 1990). Slovenska oblast je začela tudi diplomatsko akcijo, s katero je skušala drugim republikam in svetu pojasniti svoje motive pri osamosvajanju. Zagovarjala je tezo o razdružitvi in ne odcepitvi. Na zborovanju v Ljutomeru 16. decembra 1990 se je Jože Pučnik zavzel za rešitev, ki državljanstva ne bi priznala vsem, ki so na dan plebiscita imeli stalno prebivališče v Sloveniji, v izogib problemom "podobnim kninskim", kar je pozneje vodilo do problematike Izbrisanih.

### Zaostrovanje jugoslovanske krize
Med tem so se nadaljevala prizadevanja za rešitev vse hujše politične krize v Jugoslaviji. V začetku 1991 so se vrstila srečanja vodstev vseh republik. V začetku junija pa je zvezni premier Ante Marković slovenske poslance prepričeval, naj Slovenija ostane v Jugoslaviji. Navkljub temu je vrsta dogodkov položaj bistveno poslabšala. Srbske oblasti so januarja 1991 vdrle v jugoslovanski finančni sistem in si »sposodile« 1,4 milijarde dolarjev.  Zvezno predsedstvo je na predlog JLA sprejelo sklep o razorožitvi paravojaških oddelkov, kamor so šteli tudi Teritorialno obrambo, ki je bila sicer del jugoslovanskih oboroženih sil. Temu se je Slovenija uprla in prevzela poveljevanje nad svojo Teritorialno obrambo.

### Razglasitev neodvisnosti in dogodki po njej
25. junija 1991 je  slovenski parlament sprejel ustavni zakon za uresničitev Temeljne ustavne listine o samostojnosti in neodvisnosti Slovenije, Deklaracijo o neodvisnosti in več zakonov, s katerimi je Slovenija prevzela prejšnje pristojnosti federacije na svojem ozemlju.  JLA je že dan po osamosvojitvi poskusila s silo zatreti slovensko samostojnost. S tem se je začela desetdnevna vojna, v kateri sta slovenska TO in takratna slovenska Milica porazili JLA. Generalštab JLA se je moral sprijazniti z kolapsom vojske in navkljub resnim grožnjam in ultimatom, so opustili kampanjo v Sloveniji in sedli za pogajalsko mizo. Pogajanja so bila na Brionih in so se končala z podpisom brionske deklaracije. 18. julija je predsedstvo SFRJ sprejelo odločitev, da se JLA z orožjem in opremo umakne iz Slovenije. Oktobra 1991 je odšel iz Slovenije zadnji vojak JLA.

## Samostojna Slovenija
Novembra je bil sprejet zakon o denacionalizaciji, decembra pa nova ustava. Evropska unija je Republiko Slovenijo priznala sredi januarja 1992, OZN pa jo je sprejela med članice maja 1992. Demos je razpadel, aprila 1992 je bila izglasovana nezaupnica Lojzetu Peterletu, nasledil ga je Janez Drnovšek, ki je ostal na oblasti  tudi po volitvah 1992 in 1997. Mandat predsednika republike pa so volivci dvakrat zaporedoma podelili Milanu Kučanu (1992-1997 in 1997-2002).
Februarja 1999 je začel veljati pridružitveni sporazum z Evropsko unijo, Slovenija je 29. marca 2004 postala članica zveze NATO, 1. maja 2004 pa tudi Evropske unije. 1. januarja 2007 je prevzela skupno evropsko valuto evro . V prvem poletju leta 2008 pa je predsedovala evropskemu svetu v EU. Ponovno je predsedovala evropskemu svetu v EU leta 2021.